# 選挙演説妨害
選挙演説妨害（せんきょえんぜつぼうがい）とは、公選制度がとられている国において、国政選挙又は地方選挙の選挙演説の際に、シュプレヒコール・罵声連呼で候補者側の声をかき消す行為、聴衆が聞き取ることを不可能または困難ならしめるような所為。

## 概要
日本においては、戦前には集会条例で、警官が政治集会に立ち合い、参加者に退場を命じたり、集会の解散を命じることが出来た。これを利用して、選挙演説であっても、警官が内容を失当と判断したときは演説中止を命じ、弁士の退場や解散を命じることがあった。戦後は民主化の中で、これを反省、集会条例は廃止され、また、選挙に関する法律として公職選挙法が定められ、選挙活動の自由を保障するため、選挙活動の自由を妨害する罪などが設けられた。
日本の最高裁は1948年に候補者陣営による演説周囲で大音量で騒ぐなど「聴衆がこれを聴き取ることを不可能または困難ならしめるような所為」を演説妨害と認定していた。また、戦後、各候補が一堂に会して演説を行う立会演説会が行われるようになったが、しばしば、この場が対立候補に対する非難・罵倒の場となったばかりか、候補者への脅迫・襲撃事件さえ起こり、特に1963年、1967年、1971年の東京都知事選では、立て続けに国政レベルでは野党となる政党の支持する候補者に対する右翼団体による激しいやじ・脅迫による選挙演説妨害が連続した（「#戦後公選法下の主な妨害事件」を参照）。このようなこともあって、立会演説会は1983年廃止されるに至った。
その後も、大小様々な選挙演説妨害事件が起こっているが、2017年7月の東京都議選での秋葉原における自民党候補への安倍晋三首相（当時）の応援演説では、反安倍の姿勢を持つ者らがSNSなどを通じて集結し、候補者ではなく寧ろ安倍首相への非難コールにより選挙応援演説がまともに出来なかった事件、2024年衆議院東京都第15区補欠選挙の際に既に以前から地方選挙において他党候補者に対する選挙演説妨害を繰り返していた「つばさの党」の党首黒川敦彦が当選挙においてもマスメディアの前で公然と他党候補者に対する執拗・連続的な選挙妨害を行い、その模様を支持者向けにyoutube等で発信していた事件（「#戦後公選法下の主な妨害事件」を参照）等が起きていて、SNSの普及拡大はあらたな要素をもたらしている。

## 戦後公選法下の主な妨害事件
選挙演説の妨害による公職選挙法違反事件は枚挙に暇がない。以下、公職選挙法施行以降に発生した特筆される演説（選挙の自由）妨害事件を取り上げる。
- 1960年青森県知事選挙：6月11日、青森県知事選挙で青森市古川小学校の立会演説会の会場にやってきた男が壇上にあがって候補者に抱きつくなど演説を複数回妨害し、男は警官らに連れ出された。警官らを候補者の護衛と思った男は、飛び出しナイフで刺し、警官1名が死亡、もう1名が重傷を負う事件が起こった[9]。
- 1960年３党首の合同演説会：10月12日、同年の衆議院総選挙に先駆けて、東京都千代田区の日比谷公会堂で行われた自由民主党・日本社会党・民社党の３党首の合同演説会で、社会党委員長の浅沼稲次郎が演説中に、壇上に乱入した右翼の山口二矢により刃物で脇腹を刺され、その後死亡する事態が発生した（浅沼稲次郎暗殺事件）。犯人の山口二矢は赤尾敏が総裁である大日本愛国党に所属していたが、事件直前に離党していた[10]。山口はあくまで単独犯行と主張[10]、その後に拘置所で自殺した[11]ため、背後関係の有無は不明となった。厳密にいえば、当時は衆院解散・総選挙が見込まれていたものの、この合同演説会自体は選挙演説会ではなく、事件も初めから暗殺そのものを目的としたもので選挙演説妨害事件とはいいがたいが、参考にここに記しておく。
- 1963年東京都知事選挙：男性十数人あるいは学生十数人からなる右翼団体関係者がそれぞれ各地の立会演説会の会場に連日現れ、現職都知事である与党系の東龍太郎候補への野次があれば睨んだり椅子を振上げ殴ろうとする等して威圧、逆に野党系有力候補に対しては彼らが激しい野次を浴びせる、脅迫する、騒ぐといった形で演説を妨害した[12][13]。警察の無為ぶりに世間の批判も高まり、選管が悪質なものは排除するという声明を出し、比較的静まったものの集団での威迫はなおも続き、最終演説では選管職員を会場外に引っ張り出し、20人近くで取り囲んで脅す事態も起きた[14]。当時の自民党池田政権は野党系の都知事の下で東京オリンピックが行われることを嫌い、大野伴睦が選対本部長となり、右翼団体が雇われ多数の様々な不正な選挙活動・選挙妨害を行われていたが、その中の一環として起きたものである[13]。他にもこの頃あった千葉県知事選・衆院総選挙を含め選挙ポスター証紙偽造・選挙ハガキ横流し・買収等の様々な不正な選挙違反が行われた。これらの選挙終了後、自民党選対本部事務主任の松崎長作と当時の川島正次郎行政管理庁長官の 前（当時）秘書である根本米太郎、実行者として肥後亨をはじめ多数の者が、選挙法違反で起訴された[15]。肥後亨は、それまでも様々な選挙違反事件や詐欺事件で名前が取り沙汰されて来た選挙ブローカーで反米団体（先の演説妨害をした右翼団体とは別団体）の隊長を名乗ったこともあった[16]。自民党側は松崎・根本らが勝手にやったこととした[17]。対して、肥後亨は松崎・根本は使者に過ぎず、金銭を出したのはその先にいる人物であると罪状認否で述べたが、その直後に収容所で脳出血を起こし急死[18]、真相は不明となった[13]。当時の報道では肥後は逮捕されたとき高血圧を訴え拘置所で手当を受けていたとされる[18]が、一方で、宮澤暁は、高血圧くらいで大きな健康問題を抱えていたわけではなかった肥後が急死したことに世間の疑問の声が強かったことを指摘している[13]。
- 1967年東京都知事選挙：立会演説会初日の3月23日、右翼団体大日本愛国党の総裁である赤尾敏候補が、社会党・共産党推薦候補の美濃部亮吉に対し脅迫めいた演説をしたことが報じられた。美濃部に対してはその後も野次による演説妨害が頻発、右翼学生風の二十代男性7、8人のほとんど同じ顔ぶれによる集団的な嫌がらせが続くため、私服警官を会場最前列に座らせ、演壇と椅子席の間に椅子でバリケードが築く等の措置がとられた[19]。
- 1971年東京都知事選挙：立会演説会が始まった3月22日以降、毎回ほぼ連日のように男女学生数十人と右翼関係者やはり数十人がレンタカー約10台に分乗し、演説会を追って会場から会場へと移動し、美濃部亮吉の演説に対し大声で「死刑だ」「カタワになるぞ」といった脅しを浴びせ、演説を中断させたり、聞き取れない状態にした。その結果、民主法律家協会の弁護士ら25人が公選法違反で警視庁に指揮者を含め、告発した[20]。
- 2017年東京都議会議員選挙：7月1日、応援演説に立った安倍晋三首相（当時）に対し、会場に集まった者の一部から多数の「辞めろ」「帰れ」といったコールが続き、演説が妨害されるという事件が起きた[21]。事前にSNS等で抗議の声を挙げるという情報に接して集まった者らによるコールで、これは安倍登壇前から始まり、断続的ながら終わったときには当初から１時間以上経っていた[21][22]。
- 2017年衆議院議員選挙：黒川敦彦（のちの「つばさの党」代表）は、2017年の第48回衆議院議員総選挙において、安倍首相の選出区である山口県第4区に自身も立候補（当時は無所属）したうえで、安倍候補夫人の個人演説会等の会場外で大音量でスピーカーを鳴らし、会場内でも声を張り上げないと聞こえないほどであったという[23]。護憲派の天木直人は、2017年（平成29年）「新党憲法9条」から東京21区より出馬したが、立憲民主党・日本共産党、社会民主党による野党共闘統一候補の小糸健介(社民党公認)がいたため、野党共闘側を支持するレイシストしばき隊（当時:対レイシスト行動集団,略称C.R.A.C）や市民団体から「左派有権者層の票が割れる」と標的にされ、選挙活動妨害を受けたと語っている[2]。
- 2019年参議院議員選挙：7月15日、札幌市での安倍首相の応援演説において、ヤジを繰り返した男性と数回行った女子大生が道警によって取り押さえられて会場近辺から排除されるという事件が起こった[24][25]。他にプラカードを掲げようとして持っていただけの年輩の女性もこのとき警察官によって強制的に排除されている[26]。それぞれの訴え内容も別で、いずれも互いの関連性は見られない[26]。
- 2022年参議院議員選挙：7月8日、奈良市において応援演説中であった安倍元首相が元自衛隊員の40代男性被疑者により銃撃され、死亡する事態が発生した。被疑者は親が旧統一教会の信者でその教会献金により幼い頃より貧窮、旧統一教会に強い恨みを抱き、逮捕後捜査関係者に「政治信条への恨みではなく、教団と近しい関係にあると思った」と語ったとされる[27]（参照：安倍晋三銃撃事件）。たまたま安倍が奈良に選挙応援演説に来ることを知って実行したもので、厳密にいえば、選挙や演説の妨害を目的としたものではなく、個人的動機による暗殺事件であるが、参考にここに記しておく。
- 2023年統一地方選挙：黒川敦彦は、4月の統一地方選挙では反対派候補者の街頭演説を声を張り上げたり候補者眼前で釣り竿を振り回す[28]といった形で、単発的ながら計画的とみられる妨害行為を行った。
- 2024年衆議院東京都第15区補欠選挙：4月の衆議院東京都第15区補欠選挙で、黒川敦彦はつばさの党候補者の根本良輔とともに他党候補者らに会場に来るだけでなく、相手が移動すれば追い回すといった執拗な形で、スピーカーを用いて街頭演説の妨害を行った。立候補者自身が参加した行動であったため、候補者自身の表現の自由・選挙活動の自由との兼合いが問題となったが、選挙終了後、黒川・根本らは協力者らとともに演説妨害や交通の敏の妨げを理由に、公職選挙法違反（選挙の自由妨害罪）で逮捕・立件されている[29]。選挙の自由妨害罪において、交通の便の妨げを理由に逮捕されるのは極めて異例であり[30]、さらに候補者の車両を追いかける行為を交通の便を妨げる行為として逮捕に踏み切ったのは全国初とみられる[31]。黒川らはその後、各候補者への選挙妨害の容疑で3度にわたり再逮捕されており、黒川は同年7月の東京都知事選挙に警察署で勾留中ながら立候補（獄中立候補）したが、56人中23位で落選した[32]。